# العقمة (المسيمير)

تعديل مصدري - تعديل

العقمة هي إحدى قرى عزلة المسيمير بمديرية المسيمير التابعة لمحافظة لحج، بلغ تعداد سكانها 238 نسمة حسب تعداد اليمن لعام 2004.